# مقاطعة شيروكي (تكساس)

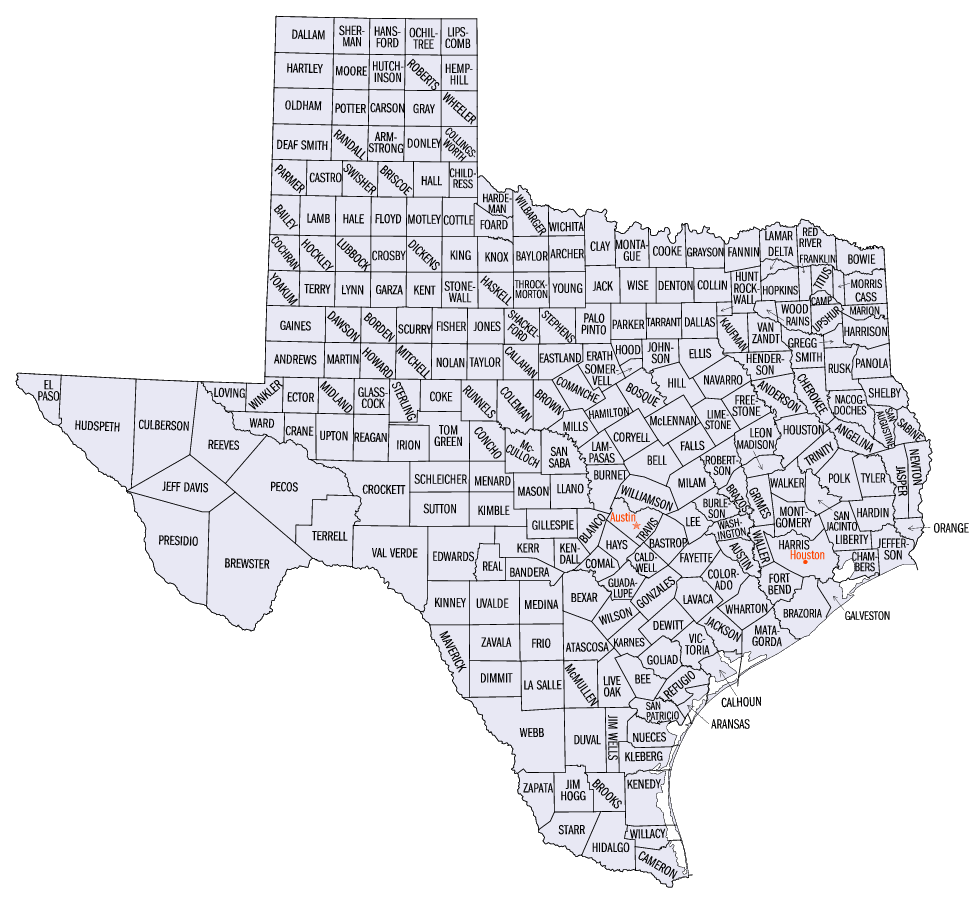
خارطة مقاطعات تكساس

مقاطعة شيروكي (بالإنجليزية: Cherokee  County)‏ هي إحدى المقاطعات في ولاية تكساس، الولايات المتحدة الأمريكية.

## أعلام
- جون بنيامين كندريك